# Гіперсорбери
Гіперсорбер — різновид адсорбера. 
Конструктивно гіперсорбер є вертикальним циліндричним апаратом висотою 30 м і більше, в якому зернисте активоване вугілля рухається безперервно зверху вниз. Нижче знаходиться зона адсорбції. Газова суміш, що надходить в цю зону, рухається протитечією до вугілля, яке адсорбує більш важкі компоненти суміші. Непоглинені легкі вуглеводні відводяться з верхньої частини апарата. У нижній частині апарата — у зоні десорбції — вугілля нагрівається і з нього шляхом продування парою виділяються поглинені вуглеводні. Для того щоб продукти десорбції не змішувалися з вихідними газами, що надходять в гіперсорбер, патрубок введення газової суміші здійснюється на 5 — 6 м вище місця виведення десорбованого газу. При такому розміщенні патрубків для введення та виведення газів киплячий шар вугілля має достатній опір десорбованому газу, що унеможливлює його проникнення в зону адсорбції.